# Федеративная Республика Камерун
Феде́ративная Респу́блика Камеру́н (фр. République Fédérale Du Cameroun, англ. Federal Republic of Cameroon) — ассоциативное государство, провозглашённое 1 октября 1961 года на территории Французского Камеруна путём включения в состав Подопечной Территории Британского Камеруна. ФРК представляла собой федеративное государство с ограниченной автономией двух республик — Западного и Восточного Камеруна.
Федеративная Республика Камерун была преобразована в Объединённую Республику Камерун 20 мая 1972 года, согласно итогам референдума о ликвидации федерации.

## История

### Плебисцит Британского Камеруна
ООН приняла решение окончить мандаты попечительства к концу 1960 года, что привело к безоговорочной независимости подопечных территорий ООН, но при этом, ввиду неопределённости статуса Южного Камеруна, ЮК не получил независимость, ибо, по докладу Филипсона от 1959 года, Южный Камерун вне состояния поддержания себя как независимое государство. ООН инициировала переговоры с Французским Камеруном и Нигерией об условиях ассоциации Южного Камеруна, если результаты плебисцита будет в их пользу. Сам плебисцит был плохо организован, но он всё же состоялся в 1961 году на фоне путаницы, недовольства и протестов: население Южного Камеруна было решительно против присоединения к Французскому Камеруну ввиду того, что государство говорило на Французском языке, находилось в состоянии гражданской войны и имело не демократическую политическую культуру. Нигерия также не рассматривалась населением как приемлемый вариант. Народы Южного Камеруна были возмущены и оскорблены отказом в независимости. При этом, Великобритания и Франция всячески противодействовали националистическим движениям за независимость, из-за чего Южному Камеруну пришлось выбрать один из двух крайне неприятных вариантов без возможности выбора альтернативы. Без наличия лучшего варианта, Южный Камерун проголосовал за ассоциацию с Французским Камеруном как федерации двух государств, равных по статусу.
21 апреля 1961 года, согласно резолюции ООН № 1608 (XV), была установлена дата окончания попечительства над Южными Камерунами в 1 октября 1961 года, за которое проголосовало 64 страны. ООН постановила о том, что Великобритания, ООН, Южный Камерун и Французский Камерун проведут конференцию по вопросам ассоциации стран.
В июле 1961 года, ООН и Великобритания отказались от участия в конференции по вопросам ассоциации, и делегации Южного Камеруна с Французским Камеруном провели заседание в Фумбане, городе Французского Камеруна. Однако, вместо обсуждения вопросов ассоциации, президент Французской Камерунской Республики (ФКР) Ахидихо, передал делегации Южного Камеруна копию французской конституции Камеруна от 1960 года (ограниченной демократически с властью президента) и попросил внести предложения по её изменению, которые могут приняться во внимания при ассоциации. Делегация Южного Камеруна было глубоко разочаровано и покинуло конференцию в надежде на то, что Французское правительство пересмотрит свою позицию и при ассоциации будет утверждена новая, демократическая, федеративная конституция, которая будет соответствовать идее о создании федеративного государства с двумя равными автономиями, однако этого не случилось. В августе 1961 года, делегация Южного Камеруна повторно встретилась с французскими камерунцами в Яунде для дальнейшего обсуждения конституции, где какого-либо соглашения не было достигнуто. Таким образом, хоть плебисцит условно и указывал на готовность ассоциации с ФКР, любые дискуссии по поводу изменения конституции или её переработки заходили в тупик, ровно как и обсуждения правовой основы федерации, из-за чего между двумя правительствами не были заключены соглашения или договора о ассоциации.

### Образование Федеративной Республики Камерун
1 сентября 1961 года, парламент Французского Камеруна проголосовал за новую конституцию, которая являлась версией конституции, предложенной на конференции в Фумбане, написанная президентом ФКР и его французскими советниками заранее. Конституция закрепляла Южный Камерун как Республику в составе Федерации, но с крайне ограниченным самоуправлением в пользу Восточного Камеруна. Для легитимизации конституции и вступления её в силу, требовалось принятие этой конституции и в парламенте Южного Камеруна, но это не произошло, ввиду отсутствия договорённости между странами и ограниченного самоуправления Амбазона (Южного Камеруна), что не походило на равноправную федерацию. Также Южный Камерун возмущал тот факт, что Французская Камерунская Республика воспринимала данный факт как возвращение своих земель и подарок Великобритании. Также, вопреки резолюции № 1514 (XV) ООН от 14 декабря 1960 года о предоставлении независимости всем колониальным народам и странам, Великобритания передала подопечную территорию Южного Камеруна под суверенитет Французской Камерунской Республики сразу, без предоставления независимости правительства Амбазонии, что нарушало международное право. 30 сентября, британская администрация покинула Амбазонию. 1 октября, воинские части ФКР пересекли границу Южного Камеруна, а полицейские подразделения Амбазонии были разоружены, что, де-факто являлось силовым захватом Южного Камеруна. Был назначен генерал-губернатор Южного Камеруна (Амбазонии), который являлся чиновником ФКР. Официально, тот являлся ревизором Федерального Правительства Южного Камеруна, а де-факто являлся правителем Амбазонии и имел власть выше премьер-министра или парламента. Французская Камерунская Республика была переименована в Восточный Камерун, Амбазония в Западный Камерун, а их ассоциативный союз был объявлен Федеративной Республикой Камерун..

### Экономическое развитие
На территории Восточного Камеруна был учреждён пятилетний план развития на период с 1961 по 1965 год, которое рассматривалось правительством как первый этап выполнения генерального плана экономического и социального развития Восточного Камеруна на 20 лет. В это же время началась разработка плана развития и для Западного Камеруна. Одним из самых важных пунктов становятся иностранные инвестиции, большая часть из которых поступает из Франции, которая сохраняет господствующее положение в экономике Восточного Камеруна. Великобритания же, занимая второе место по инвестициям, спонсировала Западный Камерун. К 1962 году, иностранные капиталовложения составляли  до 98% капиталовложений в обрабатывающую и горнодобывающую промышленность государства. В соответствии с договором о «сотрудничестве» между ФРК и Франции от 13 ноября 1960 года, французские компании получают большие льготы и пошлины, а французская армия подтверждает присутствие в Камеруне.
В 1962 и 1963 году были подписаны торговые соглашения, а также соглашение об экономическом, культурном и техническом сотрудничестве с СССР и странами варшавского пакта.
К 1962 году началась кампания по борьбе с безграмотностью населения и созданию образовательных центров. Так, в 1962 году насчитывалось около 3,2 тысяч начальных школ, 91 средних и старших школ, 16 педагогических училищ и 78 ПТУ. Открытый в 1962 году ФУК (Федеральный Университет Камеруна) начинает готовить педагогические, административные и научные кадры.
В 1964 году, ФРК вступает в Африкано-Мальгашский Союз Экономического Сотрудничества, объединяющий 14 государств (на момент вступления), связанные экономически и политически со странами запада. В это же время ратифицировано вступление в Организацию Африканского Единства.

### Политическая обстановка
С момента образования ФРК, правительство страны берёт курс на усиление власти, а также постепенное освобождение правительства от верховенства закона с помощью приумножения различных правовых положений, исключительных актов и прочего. Происходят произвольные продления сроков содержания под стражей для деятелей оппозиции и неугодных, вводятся запреты на собрания, митинги и шествия, запрещается публикация материалов без прохождения предварительной цензуры. Вводились ограничения на передвижения с помощью комендантских часов и введения пропусков. Ограничивалась работа профсоюзов, а на отдельные сферы их деятельности могли накладываться запреты. Любое лицо, которое обвинялось в расплывчатом понятии «компрометации общественной безопасности», лишалось право на адвоката и не могло обжаловать свой приговор. Для сторонников оппозиции стали нормальны приговоры к пожизненному заключению, каторжным работам или публичным смертным казням.
В 1966 году вводилась однопартийная система, а прочие политические движения были запрещены, в качестве единой правительственной партии создаётся Камерунский Национальный Союз (КНС). Фактическая власть концентрировалась в руках президента. В этом же году было подавлено восстание СКП, захватив одного из лидеров оппозиционного движения в 1970 году. 28 марта 1970 года, Ахиджо назначил себя верховным магистратом Камеруна.

### Преобразование государства
Весной 1972 года, президент Ахиджо объявил о проведении референдума о форме государства и преобразования страны в унитарную республику, что повлекло гнев Западного Камеруна и протесты против него, но под давлением президента Ахиджо и угрозой кровопролития, Западный Камерун одобрил проведение референдума. 20 мая 1972 года, референдум был проведён, где вариант Ахиджо о создании унитарной республики был принят. При этом, процесс референдума нарушал 47-ю статью конституции, который запрещал изменение формы государства. Название государства было изменено с «Федеральной Республики Камерун» на «Объединенную Республику Камерун», началась ликвидация автономии.